# Ramon Zenhäusern
Ramon Zenhäusern (ur. 4 maja 1992 w Bürchen) – szwajcarski narciarz alpejski, dwukrotny medalista igrzysk olimpijskich, mistrz świata i wicemistrz świata juniorów.

## Kariera
Po raz pierwszy na arenie międzynarodowej Ramon Zenhäusern pojawił się 22 listopada 2007 roku podczas zawodów FIS Race w szwajcarskim Zinal. Zajął wtedy 35. miejsce w slalomie. W 2012 roku wystartował na mistrzostwach świata juniorów w Roccaraso, zajmując siedemnaste miejsce w slalomie. Podczas rozgrywanych mistrzostw świata juniorów w Quebecu w tej samej konkurencji wywalczył srebrny medal. W zawodach tych rozdzielił na podium Austriaka Manuela Fellera oraz Santeriego Paloniem iego z Finlandii.
W Pucharze Świata zadebiutował 11 listopada 2012 roku w Levi, gdzie nie zakwalifikował się do drugiego przejazdu w slalomie. Pierwsze pucharowe punkty wywalczył 13 stycznia 2013 roku w Adelboden, zajmując 22. miejsce w tej samej konkurencji. W klasyfikacji generalnej sezonu 2012/2013 zajął ostatecznie 110. miejsce. Na podium zawodów tego cyklu po raz pierwszy stanął 30 stycznia 2018 roku w Sztokholmie, wygrywając rywalizację w slalomie równoległym. Wyprzedził tam Szweda André Myhrera i Niemca Linusa Straßera. W sezonach 2020/2021 i 2022/2023 zajmował trzecie miejsce w klasyfikacji slalomu.
W 2014 roku wystartował w slalomie na igrzyskach olimpijskich w Soczi, kończąc rywalizację na dziewiętnastej pozycji. Wziął również udział w rozgrywanych rok wcześniej mistrzostwach świata w Schladming, jednak nie ukończył slalomu. Podczas rozgrywanych w 2017 roku mistrzostw świata w Sankt Moritz po pierwszym przejeździe zajmował dziewiąte miejsce, tracąc do prowadzącego Austriaka Marcela Hirschera 0,69 sekundy. W drugim przejeździe wypadł jednak z trasy i ostatecznie nie był klasyfikowany. Podczas igrzysk w Pjongczangu wspólnie z koleżankami i kolegami z reprezentacji wywalczył złoty medal w zawodach drużynowych. Na tych samych igrzyskach zdobył też srebrny medal w slalomie, rozdzielając Szweda André Myhrera i Austriaka Manuela Fellera. Na mistrzostwach świata w Åre w 2019 roku wspólnie z Wendy Holdener, Aline Danioth i Danielem Yule zdobył złoty medal w zawodach drużynowych podczas mistrzostw świata w Åre. Zajął tam też 5. miejsce w slalomie.

## Osiągnięcia

### Igrzyska olimpijskie
| Miejsce | Dzień     | Rok  | Miejscowość | Konkurencja | Czas biegu | Strata | Zwycięzca    |
| ------- | --------- | ---- | ----------- | ----------- | ---------- | ------ | ------------ |
| 19.     | 22 lutego | 2014 | Soczi       | Slalom      | 1:41,84    | +7,56  | Mario Matt   |
| 2.      | 22 lutego | 2018 | Pjongczang  | Slalom      | 1:38,99    | +0,34  | André Myhrer |
| 1.      | 24 lutego | 2018 | Pjongczang  | Drużynowo   | -          | -      | -            |
| 12.     | 16 lutego | 2022 | Pekin       | Slalom      | 1:44,09    | +1,38  | Clément Noël |

### Mistrzostwa świata
| Miejsce | Dzień     | Rok  | Miejscowość        | Konkurencja | Czas biegu | Strata | Zwycięzca              |
| ------- | --------- | ---- | ------------------ | ----------- | ---------- | ------ | ---------------------- |
| DNF1    | 17 lutego | 2013 | Schladming         | Slalom      | 1:51,03    | -      | Marcel Hirscher        |
| DNF2    | 19 lutego | 2017 | Sankt Moritz       | Slalom      | 1:34,75    | +2,46  | Marcel Hirscher        |
| 1.      | 12 lutego | 2019 | Åre                | Drużynowo   | -          | -      | -                      |
| 5.      | 17 lutego | 2019 | Åre                | Slalom      | 2:05,86    | +0,96  | Marcel Hirscher        |
| 11.     | 21 lutego | 2021 | Cortina d’Ampezzo  | Slalom      | 1:46,48    | +2,50  | Sebastian Foss Solevåg |
| 9.      | 19 lutego | 2023 | Courchevel/Méribel | Slalom      | 1:39,50    | +0,69  | Henrik Kristoffersen   |

### Mistrzostwa świata juniorów
| Miejsce | Dzień     | Rok  | Miejscowość | Konkurencja | Czas biegu | Strata | Zwycięzca         |
| ------- | --------- | ---- | ----------- | ----------- | ---------- | ------ | ----------------- |
| 17.     | 9 marca   | 2012 | Roccaraso   | Slalom      | 1:38.44    | +3,74  | Santeri Paloniemi |
| 2.      | 26 lutego | 2013 | Québec      | Slalom      | 1:59,40    | +0,76  | Manuel Feller     |

### Puchar Świata

#### Miejsca w klasyfikacji generalnej
- sezon 2012/2013: 110.
- sezon 2013/2014: 110.
- sezon 2014/2015: 110.
- sezon 2015/2016: 82.
- sezon 2016/2017: 71.
- sezon 2017/2018: 26.
- sezon 2018/2019: 14.
- sezon 2019/2020: 23.
- sezon 2020/2021: 13.
- sezon 2021/2022: 66.
- sezon 2022/2023: 10.

#### Miejsca na podium chronologicznie
| Nr  | Dzień       | Rok  | Miejscowość   | Konkurencja       | Czas biegu | Lok. | Strata | Zwycięzca            |
| --- | ----------- | ---- | ------------- | ----------------- | ---------- | ---- | ------ | -------------------- |
| 1.  | 30 stycznia | 2018 | Sztokholm     | slalom równoległy | –          | 1.   | –      | –                    |
| 2.  | 4 marca     | 2018 | Kranjska Gora | slalom            | 1:50,83    | 3.   | +1,61  | Marcel Hirscher      |
| 3.  | 1 stycznia  | 2019 | Oslo          | slalom równoległy | –          | 3.   | –      | Marco Schwarz        |
| 4.  | 10 marca    | 2019 | Kranjska Gora | slalom            | 1:39,54    | 1.   | –      | –                    |
| 5.  | 5 stycznia  | 2020 | Zagrzeb       | slalom            | 1:57,21    | 2.   | +0,07  | Clément Noël         |
| 6.  | 21 grudnia  | 2020 | Alta Badia    | slalom            | 1:45,43    | 1.   | –      | –                    |
| 7.  | 30 stycznia | 2021 | Chamonix      | slalom            | 1:38,74    | 2.   | +0,16  | Clément Noël         |
| 8.  | 31 stycznia | 2021 | Chamonix      | slalom            | 1:38,09    | 2.   | +0,28  | Henrik Kristoffersen |
| 9.  | 14 marca    | 2021 | Kranjska Gora | slalom            | 1:48,22    | 3.   | +0,71  | Clément Noël         |
| 10. | 24 stycznia | 2023 | Schladming    | slalom            | 1:49,04    | 2.   | +0,07  | Clément Noël         |
| 11. | 24 stycznia | 2023 | Schladming    | slalom            | 1:48,97    | 2.   | +0,07  | Clément Noël         |
| 12. | 4 lutego    | 2023 | Chamonix      | slalom            | 1:42,94    | 1.   | –      | –                    |
| 13. | 19 marca    | 2023 | Soldeu        | slalom            | 1:54,87    | 1.   | –      | –                    |